# 13 духова Скуби-Дуа
13 Духа Скуби Ду-а (енгл. The 13 Ghosts of Scooby-Doo) анимирана серија и седма по реду у Скуби Ду серијалу продуцирана од стране студија Хана Барбера. Премијера серије била је 7. септембра 1985.и емитовала је једну сезону на АБЦ каналу као полусатни програм. Тринаест епизода серије емитовале су се зоком 1985. године. Серија се репризирала током 1990-их година на каналу УСА нетворк, а од 2104. године на каналима Картун нетворк и Бумеранг.